# Abrocksbach
Abrocksbach là một sông ở Nordrhein-Westfalen, Đức. Nó chảy đến sông Ems ở gần Harsewinkel.